# Cantó de Canisy
El cantó de Canisy és un cantó francès del departament de la Manche, situat al districte de Saint-Lô. Té 11 municipis i el cap es Canisy.

## Municipis
- Canisy
- Dangy
- Gourfaleur
- La Mancellière-sur-Vire
- Le Mesnil-Herman
- Quibou
- Saint-Ébremond-de-Bonfossé
- Saint-Martin-de-Bonfossé
- Saint-Romphaire
- Saint-Samson-de-Bonfossé
- Soulles

## Història
| Data d'elecció                           | Identitat                       | Partit             | Qualitat |
| ---------------------------------------- | ------------------------------- | ------------------ | -------- |
| 1945-1979                                | Michel Yver de la Vigne-Bernard | Independent        |          |
| 1979-2001                                | Fernand Le Rachinel             | UDF-PR, després FN |          |
| 2001-2008                                | Eugène Fontaine                 | Sense etiqueta     |          |
| 2008-                                    | Étienne Viard                   | Sense etiqueta     |          |
| les dades anteriors no són pas conegudes |                                 |                    |          |
|                                          |                                 |                    |          |

## Demografia
| A partir de 1990: Població sense dobles comptes |